# Osbornellus anonae
Osbornellus anonae är en insektsart som beskrevs av Rauno E. Linnavuori 1959. Osbornellus anonae ingår i släktet Osbornellus och familjen dvärgstritar. Inga underarter finns listade i Catalogue of Life.